# Orlando City Soccer Club
Orlando City Soccer Club es un club de fútbol profesional de Estados Unidos, de la ciudad de Orlando, Florida. Fue fundado en 2013 y, desde 2015 juega en la Conferencia Este de la Major League Soccer.
Originalmente, jugaba con el mismo nombre en la USL Professional Division del tercer nivel hasta la temporada 2014.
Su clásico rival es el Inter de Miami, equipo vecino con quién disputa el llamado Clásico del Sol.

## Historia
En octubre de 2010, Phil Rawlins y el grupo de inversionistas propietarios del Orlando City (en ese entonces parte de la USL) anunciaron planes para unirse a la Major League Soccer en los siguientes tres a cinco años. El 28 de febrero de 2011 el club se reunió con el comisionado de la MLS, Don Garber, para hablar sobre el proyecto de expansión y nuevamente se habló del mismo tema, pero esta vez, anunciando oficialmente en noviembre de ese año. Funcionarios del club se volvieron a reunir con el Comisionado Don Garber el 10 de noviembre de 2011 para discutir más a fondo la posibilidad de unirse a la MLS como el 20º club -puesto otorgado finalmente a New York City Football Club- en 2013.
El 19 de noviembre de 2013, fue anunciado oficialmente como la franquicia número 21 de la MLS, por los propietarios, Flavio Augusto da Silva y Phil Rawlins. El primer fichaje importante fue el salvadoreño Darwin Cerén y como jugador franquicia fue el del brasileño Kaká, traspaso oficializado el 30 de junio de 2014.
El 10 de diciembre de 2014, Orlando City seleccionó diez jugadores en el draft de expansión, destacándose Donovan Ricketts, Tony Cascio y Jalil Anibaba.

## Estadio

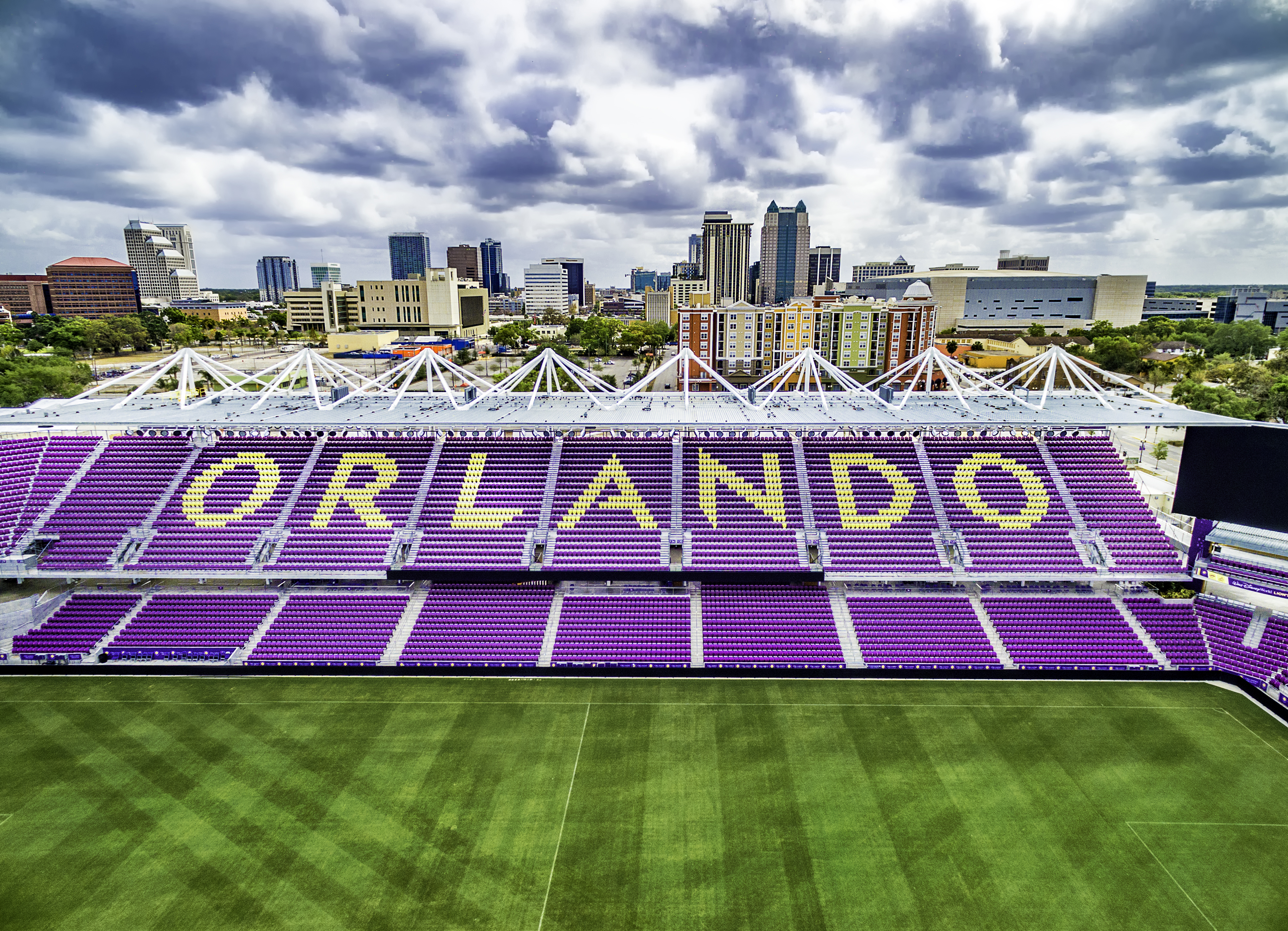
Exploria Stadium.

El Orlando City disputó desde la temporada 2015 hasta el 2016 en el Citrus Bowl.
Desde 2017, juega de local en el Exploria Stadium ubicado en la ciudad estadounidense de Orlando, Florida. Es el estadio sede de la franquicia del club, se encuentra ubicado en el centro de Orlando y tuvo un costo aproximado de 110 millones de dólares estadounidenses. Su construcción se inició el 16 de octubre de 2014 y su construcción finalizó el 24 de febrero de 2017. El Orlando City disputó su primer partido como local el 5 de marzo de 2017 ante el New York City FC, encuentro que terminó ganando el Orlando por 1-0.

## Uniforme
- Primero/Local: Camiseta, shorts y medias violetas, con detalles violetas.
- Segundo/Visitante: Camiseta, shorts y medias blancas, con detalles violetas.
- Tercero/Uniforme Alternativo: Camiseta, shorts y medias rosas con mangas rojas y detalles rosas.

### Evolución del uniforme

#### Local
| 2012 | 2013 | 2014 | 2015–2016 | 2017–2018 | 2019-2020 | 2021-22 | 2023-24 | 2025- |

#### Visita
| 2012 | 2013 | 2014 | 2015 | 2016-2017 | 2018-2019 | 2020-2021 | 2022-2023 | 2024- |

#### Tercero
| 2012 | 2013 | 2014 |

## Palmarés

### Títulos nacionales
| Competición               | Títulos | Subcampeonatos |
| ------------------------- | ------- | -------------- |
| U. S. Open Cup            | 2022    |                |
| MLS is Back Tournament    |         | 2020           |
| Major League Soccer       |         |                |
| Leagues Cup               |         |                |
| Concacaf Champions League |         |                |

## Jugadores

### Más apariciones en club
- Actualizado al 6 de octubre de 2024.

| # | Jugador          | Años       | Liga | Playoffs | Copas Nacionales | Copas Internacionales | Total |
| - | ---------------- | ---------- | ---- | -------- | ---------------- | --------------------- | ----- |
| 1 | Robin Jansson    | 2019–      | 167  | 6        | 10               | 12                    | 195   |
| 2 | Kyle Smith       | 2019–      | 152  | 5        | 7                | 11                    | 175   |
| 3 | Pedro Gallese    | 2020–      | 135  | 6        | 3                | 11                    | 155   |
| 4 | Mauricio Pereyra | 2019–2023  | 118  | 7        | 6                | 5                     | 136   |
| 5 | Rodrigo Schlegel | 2020 2021– | 117  | 5        | 7                | 5                     | 134   |

### Máximos goleadores
- Actualizado al 6 de octubre de 2024.

| # | Jugador        | Años      | Liga | Playoffs | Copas Nacionales | Copas Internacionales | Total |
| - | -------------- | --------- | ---- | -------- | ---------------- | --------------------- | ----- |
| 1 | Facundo Torres | 2022–2024 | 37   | 0        | 4                | 4                     | 45    |
| 2 | Cyle Larin     | 2015–2017 | 43   | 0        | 1                | 0                     | 44    |
| 3 | Nani           | 2019–2022 | 30   | 1        | 0                | 0                     | 31    |
| 4 | Duncan McGuire | 2023–     | 23   | 0        | 0                | 3                     | 26    |
| 5 | Kaká           | 2015–2017 | 24   | 0        | 1                | 0                     | 25    |

## Entrenadores

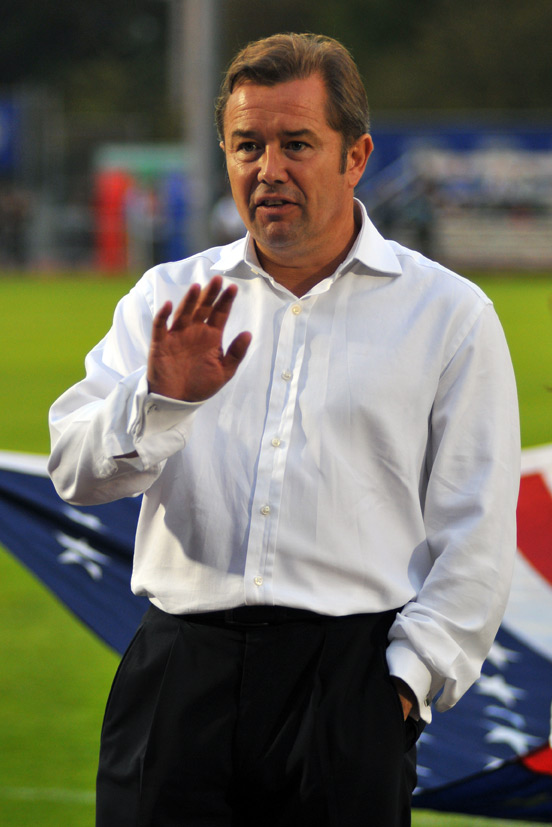
Adrian Heath, el primer entrenador en la historia del equipo.

### Cronología de los entrenadores
- Adrian Heath (2014-2016)
- Bobby Murphy (interino) (2016)
- Jason Kreis (2016-2018)
- Bobby Murphy (interino) (2018)
- James O'Connor (2018-2019)
- Óscar Pareja (2019-presente)